# رامون تورادو
رامون تورادو (اسپانیایی: Ramón Torrado‎؛ زادهٔ ۵ آوریل ۱۹۰۵ - درگذشته ۱۹۹۰) یک کارگردان، و فیلم‌نامه‌نویس اهل اسپانیا است. وی بین سال‌های ۱۹۳۹ تا ۱۹۷۸ میلادی فعالیت می‌کرد.